# کیلیچ (گرگر)
کیلیچ (به ترکی استانبولی: Kılıç) یک منطقهٔ مسکونی کردنشین در ترکیه است که در گرگر، آدیامان واقع شده‌است.